# Гриненко Галина Олександрівна
Гали́на Олекса́ндрівна Грине́нко (10 січня 1925, Канів — 14 грудня 2013, Київ) — українська поетеса.

## З життєпису
Народилася 10 січня 1925 р. в м. Каневі Черкаської області.
Закінчила Московський економічний інститут. Працювала економістом у Брянську (РФ, 1947–49) і Києві (1949–53).
Учасник війни, нагороджена медалями.
Перша збірка поезій Галини Гриненко «Золотий дощик» вийшла друком у 1958 році. Це були поезії для дітей, що їх Галина Олександрівна присвятила своїм донькам.
Авторка поетичних збірок: «Червона гвоздика», «Сонячні грона», «Зерно», «Пижмо», «Причастя», «Три троянди», вибране «Життя і строфи»; книжок для дітей: «Золотий дощик», «Змійка», «Нова квартира», «Неслухняний», «Коли нам радісно буває», «Лесиків секрет», «Мій квітник», «Чарівна квітка»; музичної п'єси «Зимова казка» (разом з композитором Ю. Рожавською); збірки оповідань «Зустріч біля вогнища».
Лауреат премії імені Лесі Українки 2004 року за збірку «Життя і строфи».